# Semaeopus verbena
Semaeopus verbena är en fjärilsart som beskrevs av Paul Dognin 1893. Semaeopus verbena ingår i släktet Semaeopus och familjen mätare. Inga underarter finns listade i Catalogue of Life.